# Port lotniczy Butaritari
Port lotniczy Butaritari (ICAO: BBG, ICAO: NGTU) – port lotniczy położony na atolu Butaritari, w Kiribati.